# Vredenberg bij Kintjan
Vredenberg bij Kintjan – osada (buurt)  w dzielnicy Saliña miasta Willemstad, w dystrykcie Willemstad, w kraju autonomicznym Curaçao, należącym do Holandii, w Ameryce Południowej. 20 października 2023 r. liczyła 791 mieszkańców. Zarówno pod względem powierzchni jak i liczby mieszkańców jest największą osadą w dzielnicy. Leży na zachodnim brzegu wyspy.  